# Tre Valli Varesine 1994
La Tre Valli Varesine 1994, settantaquattresima edizione della corsa, si svolse il 19 agosto 1994 su un percorso di 209,2 km. La vittoria fu appannaggio dell'italiano Claudio Chiappucci, che completò il percorso in 5h13'46", precedendo il russo Vladislav Bobrik e il connazionale Stefano Zanini.
Sul traguardo 48 ciclisti di Varese portarono a termine la competizione.

## Ordine d'arrivo (Top 10)
| Pos. | Corridore          | Squadra                | Tempo    |
| ---- | ------------------ | ---------------------- | -------- |
| 1    | Claudio Chiappucci | Carrera-Tassoni        | 5h13'46" |
| 2    | Vladislav Bobrik   | Gewiss-Ballan          | s.t.     |
| 3    | Stefano Zanini     | Navigare-Blue Storm    | a 39"    |
| 4    | Massimo Ghirotto   | ZG Mobili-Selle Italia | s.t.     |
| 5    | Franco Ballerini   | Mapei-CLAS             | s.t.     |
| 6    | Oscar Pellicioli   | Team Polti             | a 45"    |
| 7    | Francesco Frattini | Gewiss-Ballan          | a 4'28"  |
| 8    | Davide Rebellin    | GB-MG Boys             | s.t.     |
| 9    | Davide Perona      | ZG Mobili-Selle Italia | s.t.     |
| 10   | Nicola Miceli      | Carrera-Tassoni        | s.t.     |